# Karel Presl
Karel Bořivoj Presl (* 1794-1852) va ser un botànic, professor de Bohèmia.
Va viure tota la seva vida a Praga, va ser professor en la Universitat de Praga. Va fer una expedició a Sicília l'any 1817, i va publicar una Flora bohemica l'any 1820.
El seu germà gran Jan Svatopluk Presl va ser també un notable botànic.

## Honors
La publicació Preslia de la Societat Botànica Txeca té aquest nom en el seu honor.

## Obres
- "Reliquiae Haenkeanae…". 1825?1835
- "Flora sicula, exhibens plantes vasculosas in Sicília…". 1826
- "Lepisia, Novum Plantarum Genus". Pragae [Praha], C.Presl, 30 de maig de 1829
- "Repertorium Botanicae Systematicae" C. Presl, 1, nov-des 1833; fasc. 2, 1834 en línia a Galica
- "Epistola de Symphysia, Novo Generi Plantarum, ad Illustrissimum Liberum Baronem Josephum de Jacquin" C.Presl, març de 1827
- "Thysanachne, Novum Plantarum Genus". Pragae [Praha], C.Presl, 30 de maig de 1829
- "Botanische Bemerkungen", C.Presl, 1844 (obra en llatí, introducció en alemany) en línia a Galica
- "Hymenophyllaceae", C.Presl, finals de 1843
- "Reliquiae Haenkeanae", C.Presl, 2 volums en 7 parts 1825-1835
- "Pedilonia, Novum Plantarum Genus". Pragae [Praha], C.Presl, 15 de maig de 1829
- "Beschreibung Zweier Neuen Boehmischen Arten der Gattung Asplenium", C.Presl, 1836
- "Epimeliae Botanicae". Pragae [Praha], C.Presl, octubre de 1851
- "Tentamen Pteridographiae", C.Presl, 2 de desembre de 1836 en línia a Galica
- "Cyperaceae et Gramineae Siculae". Pragae [Praha], C.Presl, 1820
- "Didymonema, Novum Plantarum Genus". Pragae [Praha], C.Presl, 30 de maig de 1829
- "Vegetabilia Cryptogamica Boemiae Collecta a Joanne et Carolo", C.Presl Fasc. 1. Nº 1-25. Març de 1812. Fasc. 2. Nº 26-50. maig de 1812
- "Symbolae Botanicae sive Descriptiones et Icones Plantarum Novarum ... C.Presl, 2 volums
- "Steudelia, Novum Plantarum Genus". Pragae [Praha], C.Presl, 30 de maig de 1829
- "Prodromus Monographiae Lobeliacearum", C.Presl, jul-ago 1836
- "Flora Sicula", C.Presl, 1826
- "Supplementum Tentaminis Pteridographiae, Continens Genera et Species Ordinum Dictorum Marattiaceae, Ohioglossaceae, Osmundaceae, Schizaeaceae et Lygodiaceae", Pragae [Praha], C.Presl, 1845
- "Polpoda, Novum Plantarum Genus". Pragae [Praha], C.Presl, 30 de maig de 1829
- "Scyphaea, Novum Plantarum Genus". Pragae [Praha], C.Presl, 30 de maig de 1829
- Epimeliae botanicae : cum tabulis quindecim lithographicis – Pragae : A. Haase, 1849 en línia a Galica

També apareix associat com:
- J.Presl & C.Presl